# Виндберг
Виндберг (нем. Windberg) — община в Германии, в Республике Бавария.
Община расположена в правительственном округе Нижняя Бавария в районе Штраубинг-Боген. Подчиняется управлению Хундердорф. Население составляет 1059 человек (на 31 декабря 2010 года). Занимает площадь 7,97 км².

## Население
По оценке на 31 декабря 2015 года население общины Виндберг составляет 1051 чел. 

| Дата      | 1840 | 1871 | 1900 | 1925 | 1939 | 1950 | 1961 | 1970 | 1987 | 2011 |
| --------- | ---- | ---- | ---- | ---- | ---- | ---- | ---- | ---- | ---- | ---- |
| Население | 730  | 745  | 703  | 749  | 716  | 838  | 782  | 810  | 884  | 1052 |

| Год       | 1960 | 1970 | 1980 | 1990 | 2000 | 2009 | 2010 | 2011 | 2012 | 2013 | 2014 | 2015 |
| --------- | ---- | ---- | ---- | ---- | ---- | ---- | ---- | ---- | ---- | ---- | ---- | ---- |
| Население | 719  | 827  | 797  | 936  | 1019 | 1045 | 1059 | 1045 | 1047 | 1060 | 1057 | 1051 |

## Города-побратимы
- Абос (Франция, с 1982)